# 土木学会

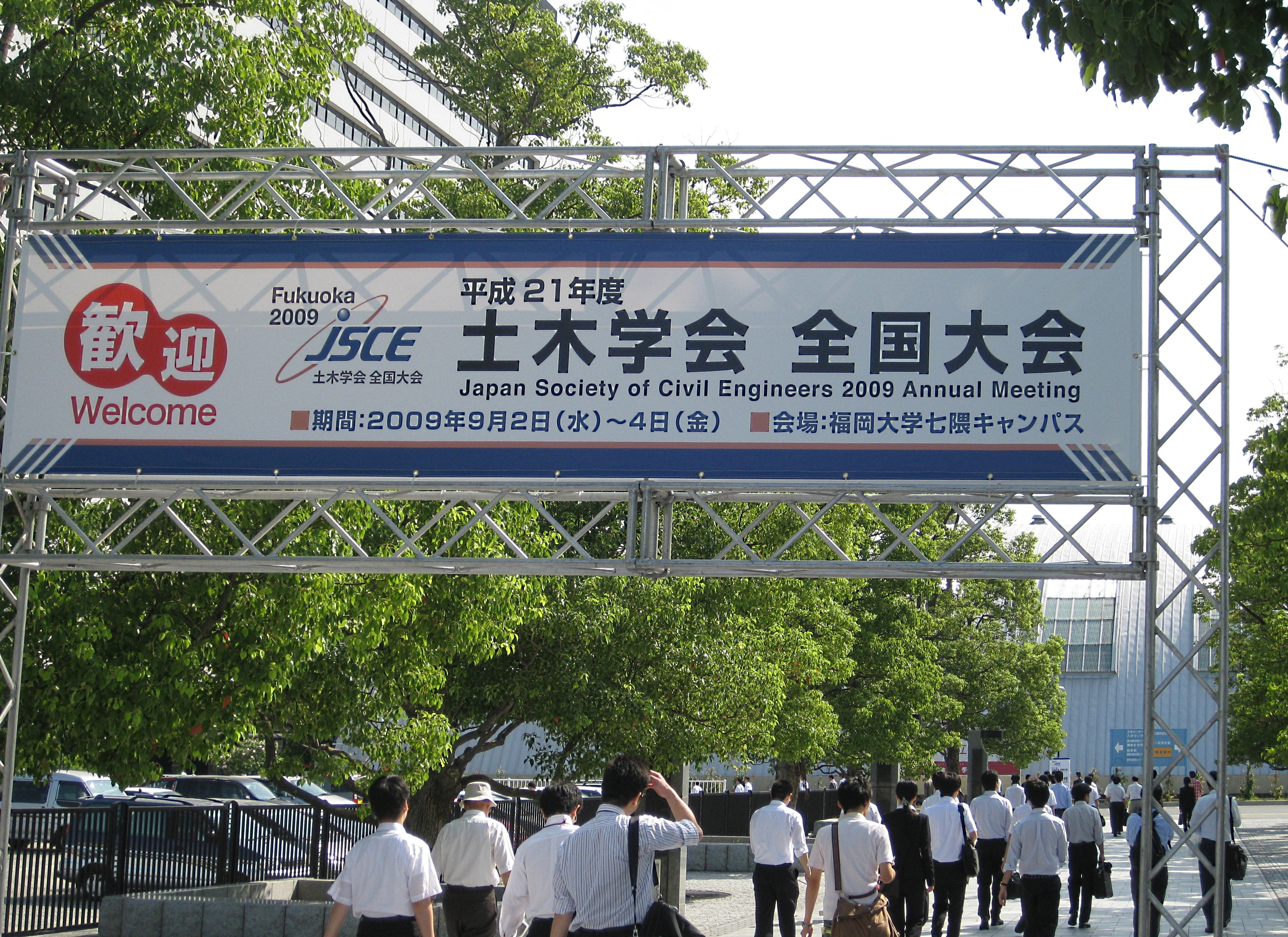
平成21年度土木学会全国大会の様子

公益社団法人土木学会（どぼくがっかい、英語: Japan Society of Civil Engineers）は、東京都新宿区四谷一丁目外濠公園内に本部を置く日本の工学系学会である。1914年に設立された。学会の略称はJSCE。
土木工学の進歩および土木事業の発達ならびに土木技術者の資質向上を図り、学術文化の進展と社会の発展に寄与することを目的とする。本部のほか、地域ごとに設置された9つの支部（北海道、東北、関東、中部、関西、中国、四国、西部、海外）と、さらに海外支部には9つの分会がある。また、海外の31の学協会と協力協定を締結している。

## 歴史
- 1879年 - 工学会創立。
- 1914年 - 土木学会創立。
- 1915年 - 「土木学会誌」を創刊。
- 1920年 - 「土木賞」を創設。
- 1926年 - 学会初の図書「大正12年関東大地震震害調査報告書第一巻」発行。
- 1927年 - 関西支部を大阪市に設置。
- 1944年 - 「土木学会論文集」を創刊。
- 1961年 - 「吉田賞」を創設。
- 1964年 - 土木学会図書館竣工。
- 1965年 - 「功績賞」「技術賞」を創設。
- 1966年 - 「田中賞」を創設。
- 1984年 - 「技術開発賞」「著作賞」を創設。新土木会館竣工。
- 1987年 - 土木の日（11月18日）を創設。
- 1992年 - 「著作賞」を「出版文化賞」に改称。
- 1993年 - 「国際貢献賞」「技術功労賞」を創設。
- 1999年 - 「環境賞」を創設。
- 2000年 - 「土木学会選奨土木遺産」及び「土木学会技術推進機構 (Organization for Promotion of Civil Engineering Technology, JSCE /略称OPCET)」を創設。
- 2001年 - 「デザイン賞」を創設。
- 2002年 - 新土木図書館・会館竣工。
- 2011年 - 公益社団法人に移行[3]。
- 2012年 - 国際センターを設置
- 2015年 - 土木広報センターを設置[4]。

## 会員
教育・研究機関のほか、建設業、建設コンサルタント、エネルギー関係、鉄道・道路関係、行政機関、地方自治体など。会員数は、（正会員・学生会員・法人会員・特別会員を合わせて）2017年8月末現在で、約3万9千人。
- 正会員
- 学生会員
- 法人会員
- 特別会員
- 名誉会員（土木工学又は土木事業に関する功績が特に顕著である会員に贈られる称号）
- フェロー会員（会員歴が原則として20年以上で、土木分野の見識に優れ、責任ある立場で長年にわたり指導的役割を果たし、社会に貢献してきた正会員に贈られる称号）

## 歴代会長
土木学会の歴代会長は以下の通り（括弧内の数字は就任した年）。
1. 古市公威（1914年）
2. 沖野忠雄（1916年）
3. 野村龍太郎（1917年）
4. 石黒五十二（1918年）
5. 白石直治（1919年） - 就任後3ヶ月で死去
6. 廣井勇（1919年）
7. 仙石貢（1920年）
8. 原田貞介（1921年）
9. 古川阪次郎（1922年）
10. 中原貞三郎（1923年）
11. 中山秀三郎（1924年）
12. 中島鋭治（1925年） - 就任後1ヶ月で死去
13. 日下部辨二郎（1925年）
14. 吉村長策（1926年）
15. 市瀬恭次郎（1927年）
16. 岡野昇（1928年）
17. 田辺朔郎（1929年）
18. 中川吉造（1930年）
19. 那波光雄（1931年）
20. 名井九介（1932年）
21. 真田秀吉（1933年）
22. 久保田敬一（1934年）
23. 青山士（1935年）
24. 井上秀二（1936年）
25. 大河戸宗治（1937年）
26. 辰馬鎌藏（1938年）
27. 八田嘉明（1939年）
28. 中村謙一（1940年）
29. 谷口三郎（1941年）
30. 草間偉（1942年）
31. 黒河内四郎（1943年）
32. 鈴木雅次（1944年）
33. 田中豊（1945年）
34. 鹿島精一（1946年）
35. 岡田信次（1947年）
36. 岩沢忠恭（1948年）
37. 吉田徳次郎（1949年）
38. 三浦義男（1950年）
39. 大西英一（1951年）
40. 稲浦鹿蔵（1952年）
41. 平井喜久松（1953年）
42. 青木楠男（1954年）
43. 菊池明（1955年）
44. 平山復二郎（1956年）
45. 内海清温（1957年）
46. 米田正文（1958年）
47. 田中茂美（1959年）
48. 沼田政矩（1960年）
49. 永田年（1961年）
50. 藤井松太郎（1962年）
51. 山本三郎（1963年）
52. 福田武雄（1964年）
53. 岡部三郎（1965年）
54. 篠原武司（1966年）
55. 富樫凱一（1967年）
56. 石原藤次郎（1968年）
57. 柳沢米吉（1969年）
58. 大石重成（1970年）
59. 高野務（1971年）
60. 岡本舜三（1972年）
61. 飯田房太郎（1973年）
62. 瀧山養（1974年）
63. 尾之内由紀夫（1975年）
64. 最上武雄（1976年）
65. 水越達雄（1977年）
66. 仁杉巌（1978年）
67. 國分正胤（1979年）
68. 高橋国一郎（1980年）
69. 八十島義之助（1981年）
70. 野瀬正儀（1982年）
71. 高橋浩二（1983年）
72. 岡部保（1984年）
73. 菊池三男（1985年）
74. 久保慶三郎（1986年）
75. 石川六郎（1987年）
76. 内田隆滋（1988年）
77. 堀川清司（1989年）
78. 淺井新一郎（1990年）
79. 岩佐義朗（1991年）
80. 藤井敏夫（1992年）
81. 竹内良夫（1993年）
82. 中村英夫（1994年）
83. 小坂忠（1995年）
84. 松尾稔（1996年）
85. 宮崎明（1997年）
86. 岡田宏（1998年）
87. 岡村甫（1999年）
88. 鈴木道雄（2000年）
89. 丹保憲仁（2001年）
90. 岸清（2002年）
91. 御巫清泰（2003年）
92. 森地茂（2004年）
93. 三谷浩（2005年）
94. 濱田政則（2006年）
95. 石井弓夫（2007年）
96. 栢原英郎（2008年）
97. 近藤徹（2009年）
98. 阪田憲次（2010年）
99. 山本卓朗（2011年）
100. 小野武彦（2012年）
101. 橋本鋼太郎（2013年）
102. 磯部雅彦（2014年）
103. 廣瀬典昭（2015年）
104. 田代民治（2016年）
105. 大石久和（2017年）
106. 小林潔司（2018年）
107. 林康雄（2019年）
108. 家田仁（2020年）
109. 谷口博昭（2021年）
110. 上田多門（2022年）
111. 田中茂義（2023年）
112. 佐々木葉（2024年）

## 運営
土木学会の運営のために、以下の部門を置いている。
- 企画部門
  - 企画委員会
  - 論説委員会
- コミュニケーション部門
  - 土木学会誌編集委員会
  - 土木広報センター
- 国際部門
  - 学術交流基金管理委員会
- 教育企画部門
  - 教育企画・人材育成委員会
  - ダイバーシティ・アンド・インクルージョン推進委員会
- 社会支援部門
  - 司法支援特別委員会
  - 減災・防災委員会
  - インフラメンテナンス総合委員会
- 調査研究部門
  - 研究企画委員会
  - I分野（構造）
  - II分野（水理）
  - III分野（地盤）
  - IV分野（計画）
  - V分野（コンクリート）
  - VI分野（建設技術マネジメント）
  - VII分野（環境・エネルギー）
  - VIII分野（分野横断）
  - 土木学会論文集編集委員会
- 出版部門
  - 出版委員会
- 情報資料部門
  - 土木図書館委員会
  - 土木技術映像委員会
- 総務部門
  - 社会・倫理規範委員会
- 財務・経理部門
- 会員支部部門

### 学会の研究領域
土木学会の研究グループに基づいた分類に従うと、7つに区分される。また2021年には他分野との関連が特に深いものを分野横断として追加した。属する工学領域(研究委員会)は下記の通りになる。表の上記３分野とコンクリート分野は伝統的な土木技術分野で、その他三分野は比較的新しい分野。
| 分野 | 分野                 | 属する工学領域 | 属する工学領域   |
| Ⅰ    | 構造                 | 構造工学       | 複合構造         |
| Ⅰ    | 構造                 | 鋼構造         | 木材工学         |
| Ⅰ    | 構造                 | 応用力学       |                  |
| Ⅱ    | 水理                 | 水工学         | 海岸工学         |
| Ⅱ    | 水理                 | 海洋開発       |                  |
| Ⅲ    | 地盤                 | トンネル工学   | 岩盤力学         |
| Ⅲ    | 地盤                 | 地盤工学       |                  |
| Ⅳ    | 計画                 | 土木計画学研究 | 土木史研究       |
| Ⅳ    | 計画                 | 景観・デザイン |                  |
| Ⅴ    | コンクリート         | コンクリート   | 舗装工学         |
| Ⅵ    | 建設技術マネジメント | 土木情報学     | 建設技術研究     |
| Ⅵ    | 建設技術マネジメント | 建設用ロボット | 建設マネジメント |
| Ⅵ    | 建設技術マネジメント | コンサルタント | 安全問題研究     |
| Ⅶ    | 環境・エネルギー     | 環境工学       | 環境システム     |
| Ⅶ    | 環境・エネルギー     | エネルギー     |                  |
| Ⅷ    | 分野横断             | 地震工学       | 原子力土木       |
| Ⅷ    | 分野横断             | 地下空間研究   | 地球環境         |

## ウィキペディアとの関わり
土木学会はWEB検索エンジンを用いた一般用語から専門用語までの幅広い単語検索の結果でウィキペディアが上位候補に出て来ることもある現状において、積極的にウィキペディアを編集利用し活用するためのプロジェクトである「応用力学Wikipediaプロジェクト」を2007年に結成し、土木学会の研究助成金や応用力学委員会の支援を受けつつ、学生も交えてウィキペディア記事内土木用語で未執筆記事や修正の必要な記事を発見し、それらの編集執筆活動に取り組んでいる。また、これらの活動は2009年11月26日放送のNHK『ニュースウオッチ9』で取り上げられた。
この応用力学Wikipediaプロジェクト解説ページにおいて、ウィキペディアを編集する上でのウィキペディア三大方針
- 中立的な観点
- 検証可能性
- 独自研究は載せない

を挙げた上で、誰でも編集出来る手軽さは、同時に匿名編集者であるが故に誰が書いたのか不明であり信頼性が低く、また匿名編集が基本であるため内容に対する執筆者の責任が希薄であり、結果としてこれらの方針は現状では全ての記事では守られているとは言えず、土木学会の専門である土木分野を見れば記載されている記事にはまれに偏った解釈などが見られることから、土木学会または学芸員という専門知識を有した執筆者が率先してウィキペディアを編集し貢献することが社会貢献にも繋がるとしており、これらの活動が他分野にも広まることを願っており、土木学会の提唱する「ウィキペディアを利用した学術学会の新しい社会貢献の形態」に賛同が集まることを願っている、と結んでいる。
このプロジェクト活動としては以下の
1. ウィキペディアによる専門知識の発信
2. 編集作業を通じた学生教育
3. 学術団体による社会貢献の新形態の提案

を三本柱として掲げている。
また、2008年3月、2009年3月には教員および学生を対象としたウィキペディア編集合宿を開催、2012年7月26日にはウィキペディア管理者を講師としてウィキペディア編集についての講義を行うなど、活動は継続している。

## 主な催事
- 土木学会全国大会（毎年9月上旬頃）
- 土木の日記念行事（毎年11月18日頃）

## 主な出版物
- 『土木学会誌』（機関誌）
- 『土木学会論文集』（機関論文集）
- コンクリート標準示方書
- トンネル標準示方書
- 舗装標準示方書
- 鋼・合成構造標準示方書
- 複合構造標準示方書
- 全国土木系教員名簿
- DVD 日本に住むための 必須!! 防災知識（小学校低学年向け）
- DVD 日本に住むための 必須!! 防災知識（小学校高学年向け）
- DVD 日本に住むための 必須!! 防災知識（中学・高校・一般向け）